# Park megye (Wyoming)
Park megye az Amerikai Egyesült Államokban, azon belül Wyoming államban található. Megyeszékhelye és legnagyobb városa Cody. Lakosainak száma 29 624 fő (2020. április 1.). Park megye Park, Carbon, Big Horn, Washakie, Hot Springs, Fremont, Teton és Gallatin megyékkel határos.

## Népesség
A megye népességének változása:
| Lakosok száma | 28 264 | 28 470 | 28 817 | 29 227 | 29 228 | 29 624 |
|               | 2010   | 2011   | 2012   | 2013   | 2015   | 2020   |